# Données archéologiques sur les premiers écrits en hébreu ancien
Pour un article plus général, voir Israël antique.
 (11 avril 2021).
Il s'agit ici de situer l'apparition des premiers écrits en hébreu ancien, ainsi que l'époque de l'alphabétisation de la population du royaume de Juda et du royaume d'Israël. 

## Contexte
De nombreuses inscriptions proto-sinaïtiques ont été retrouvées à Sérabit el-Khadem, dont la datation précise — Moyen Empire ou Deuxième période intermédiaire égyptienne — reste encore en discussion et dont le déchiffrement pose encore de multiples problèmes. Le premier alphabet connu, appelé alphabet linéaire, alphabet protocananéen ou alphabet protosinaïtique, pourrait être une adaptation de l'écriture égyptienne. Il semble avoir été créé, pour transcrire leur propre langue, par des ouvriers bédouins parlant un ou plusieurs idiomes sémitiques et travaillant vers -1700 dans les mines égyptiennes de turquoise du Sinaï. 
Un célèbre alphabet de type cunéiforme, dérivé de l'alphabet protocananéen mais utilisant des signes mésopotamiens, permet de graver de nombreuses tablettes d'argile à Ougarit (côte syrienne, -1300, -1200). 
L'alphabet phénicien, ultérieur (-1100, à Byblos), dérive lui aussi de l'alphabet linéaire protocananéen. 
C'est après -1000 que, de Byblos, l'alphabet phénicien diffuse vers l'est et le sud et que, peu à peu, les alphabets paléo-hébraïque et araméen se différencient. 
L'alphabet araméen sera, ensuite, à l'origine de l'hébreu carré, encore en usage actuellement, après l'abandon du paléo-hébraïque (sauf par les Samaritains).

## Premières traces de l'usage de l'hébreu
Si la technique de datation par le carbone 14, grâce à de récents progrès, permet désormais des datations précises, elle n'est cependant applicable ni aux inscriptions gravées sur la pierre, ni aux inscriptions gravées sur des poteries, parce que ces matériaux ne comportent ni l'un ni l'autre du carbone dans leur composition. Pour cette raison, la datation des inscriptions et des ostraca est toujours beaucoup plus délicate et beaucoup moins précise que la datation d'un site, sauf quand le contenu du texte fournit par lui-même une date précise.
L'ostracon de Khirbet Qeiyafa, découvert en juillet 2008 par l'équipe de Yosef Garfinkel pourrait selon H. Misgav puis Émile Puech être la plus ancienne inscription connue en hébreu ancien mais cette interprétation est contestée. Il a été trouvé sur le site de Khirbet Qeiyafa, une ville fortifiée de la Shéphélah (« bas pays »), entre les hautes terres à l'est et la plaine côtière à l'ouest, près de Bet Shemesh, dans une strate datée du XIe ou Xe siècle (entre -1050 et -970, selon des mesures au carbone 14). L'ostracon lui-même n'est pas daté. La poterie trapézoïdale mesure 15 cm sur 16,5 cm. et comporte cinq lignes de texte. 
Trois inscriptions ont été retrouvées à Tel Rehov (Xe et IXe siècles).
Ni le Calendrier de Gezer (inscription lithographique, -1000) ni l'Abécédaire de Zayit (-1000) ne constituent des traces attestées de l'usage de l'hébreu ancien.
Ce n'est pas au Xe siècle mais seulement deux siècles plus tard qu'apparaissent, dans la région de Jérusalem, les signes d'un usage généralisé de l'écriture. Toute une série d'études le montre clairement : pour l'introduction de l'écriture voir Jamieson-Drake, pour l'écriture sur ostraca voir Sass et Renz, pour l'impression des sceaux voir Avigad et Sass. Rien de cela n'existe deux siècles plus tôt dans la Jérusalem de Salomon.   
Le nombre d'ostraca (morceaux de matériaux sur lesquels on a écrit ou dessiné) trouvés en Juda augmente considérablement, de façon soudaine, à partir de -800 : c'est cette soudaine croissance qui atteste, sans ambiguïté, que la population du royaume de Juda apprend à lire l'hébreu dès -800. Dans le royaume d'Israël, à Samarie (ville), on a retrouvé un grand nombre d'ostraca attestant qu'il existe déjà une solide organisation bureaucratique sous les Omrides (-900), avec un usage à grande échelle de l'écriture. De plus, les jarres omrides de vin et d'huile d'olive portent des indications sur la provenance des produits, destinées à être lues par tous ceux qui les utilisent. L'archéologie démontre ainsi que le royaume d'Israël s'alphabétise un siècle avant le royaume de Juda. Selon Monica Rector, « Les écritures alphabétiques ont sur les autres systèmes l'avantage de ne faire appel qu'à un petit nombre de signes [...] Il existe toutefois une relation entre l'effort que demande l'apprentissage d'un système de signes et son utilisation. [...] [C]ette simplification de l'apprentissage se traduit par un surcroît de travail au stade de l'utilisation [...] [C]'est alors la longueur des mots écrits qui augmente. »
L'araméen (Aram est la Syrie) est introduit via Babylone et la Perse et son usage en Juda est attesté vers -600. Une des inscriptions en araméen les plus anciennes qui ait été retrouvée semble être la Stèle de Tel Dan, postérieure à -1000 (son écriture en araméen dérive du phénicien). Les premiers textes bibliques (en araméen) qui ont été retrouvés sont datés de -300 (les manuscrits de la Mer Morte s'échelonnent entre -300 et +100).

## Fonction de l'écriture hébraïque sous Ézéchias
Sous Ézéchias (-727 – -698) en revanche, l'inscription proto-hébraïque gravée dans le tunnel de Siloé confirme clairement que la population de Jérusalem est alors alphabétisée. Destinée à être lue, cette inscription commémorative est écrite dans le but de fournir une information au lecteur, ce qui montre le rôle que l'on assigne désormais à l'écrit et l'importance qu'on lui accorde. Antérieurement, les stèles commémoratives que l'on trouve en abondance dans toutes les grandes cultures ont toutes un style de récit fortement laudateur, que l'on ne comprend que si l'on sait qu'on attribue alors à l'écriture une fonction magique. Cette fonction est attestée en Égypte par le nom même des écoles qui forment les scribes : c'est dans les Écoles de Vie (au sein des Maisons de Vie) que les scribes apprennent, par la magie de l'écriture, à créer les enveloppes virtuelles capables de recevoir la vie. Le percement du tunnel de Siloé, tour de force technologique se trouve mentionné dans la Bible (Ézéchias « avait construit la piscine et le canal pour amener l'eau dans la ville » 2R 20,20) : le présent laisse maintenant des traces écrites et les récits bibliques auront désormais un fondement historique précis, même s'ils arrangent certains faits. Ce n'est pas du tout le cas quand les rédacteurs de la Bible décrivent un passé mythique sans fondement historique précis.